# العلاقات اليمنية الإسواتينية
العلاقات اليمنية الإسواتينية هي العلاقات الثنائية التي تجمع بين اليمن وإسواتيني.

## مقارنة بين البلدين
هذه مقارنة عامة ومرجعية للدولتين:
| وجه المقارنة                                              | اليمن                   | إسواتيني                                   |
| --------------------------------------------------------- | ----------------------- | ------------------------------------------ |
| المساحة (كم2)                                             | 555.00 ألف              | 17.36 ألف                                  |
| عدد السكان (نسمة)                                         | 28.25 مليون             | 1.37 مليون                                 |
| الكثافة السكانية (ن./كم²)                                 | 50.9                    | 78.92                                      |
| العاصمة                                                   | صنعاء عدن (عاصمة مؤقتة) | لوبامبا، مبابان                            |
| اللغة الرسمية                                             | اللغة العربية           | لغة إنجليزية، لغة سوازي                    |
| العملة                                                    | ريال يمني               | ليلانغيني سوازيلندي                        |
| الناتج المحلي الإجمالي (بليون دولار)                      | 18.21 مليار             | 4.41 مليار                                 |
| الناتج المحلي الإجمالي (تعادل القوة الشرائية) بليون دولار | 75.69 مليار             | 11.13 مليار                                |
| الناتج المحلي الإجمالي الاسمي للفرد دولار أمريكي          | 1.41 ألف                | 3.20 ألف                                   |
| الناتج المحلي الإجمالي للفرد دولار أمريكي                 |                         | 8.29 ألف                                   |
| مؤشر التنمية البشرية                                      | 0.498                   | 0.531                                      |
| رمز المكالمات الدولي                                      | +967                    | +268                                       |
| رمز الإنترنت                                              | .ye                     | .sz                                        |
| المنطقة الزمنية                                           | ت ع م+03:00             | التوقيت القياسي لجنوب أفريقيا، ت ع م+02:00 |

## منظمات دولية مشتركة
يشترك البلدان في عضوية مجموعة من المنظمات الدولية، منها:
| علم المنظمة | اسم المنظمة                               | تاريخ انضمام اليمن | تاريخ انضمام إسواتيني |
| ----------- | ----------------------------------------- | ------------------ | --------------------- |
|             | يونسكو                                    | 2 أبريل 1962       | 25 يناير 1978         |
|             | مؤسسة التمويل الدولية                     | 22 مايو 1970       | 22 سبتمبر 1969        |
|             | المركز الدولي لتسوية المنازعات الاستشارية | 20 نوفمبر 2004     | 14 يوليو 1971         |
|             | منظمة حظر الأسلحة الكيميائية              | ?                  | ?                     |
|             | مؤسسة التنمية الدولية                     | 22 مايو 1970       | 22 سبتمبر 1969        |
|             | وكالة ضمان الاستثمار متعدد الأطراف        | 12 مارس 1996       | 18 أبريل 1990         |
|             | الاتحاد البريدي العالمي                   | ?                  | ?                     |
|             | الاتحاد الدولي للاتصالات                  | 1931               | 11 نوفمبر 1970        |
|             | منظمة الشرطة الجنائية الدولية             | ?                  | ?                     |
|             | الأمم المتحدة                             | 30 سبتمبر 1947     | 24 سبتمبر 1968        |
|             | البنك الدولي للإنشاء والتعمير             | 3 أكتوبر 1969      | 22 سبتمبر 1969        |